# Hôtel de la Mutualité de Reims

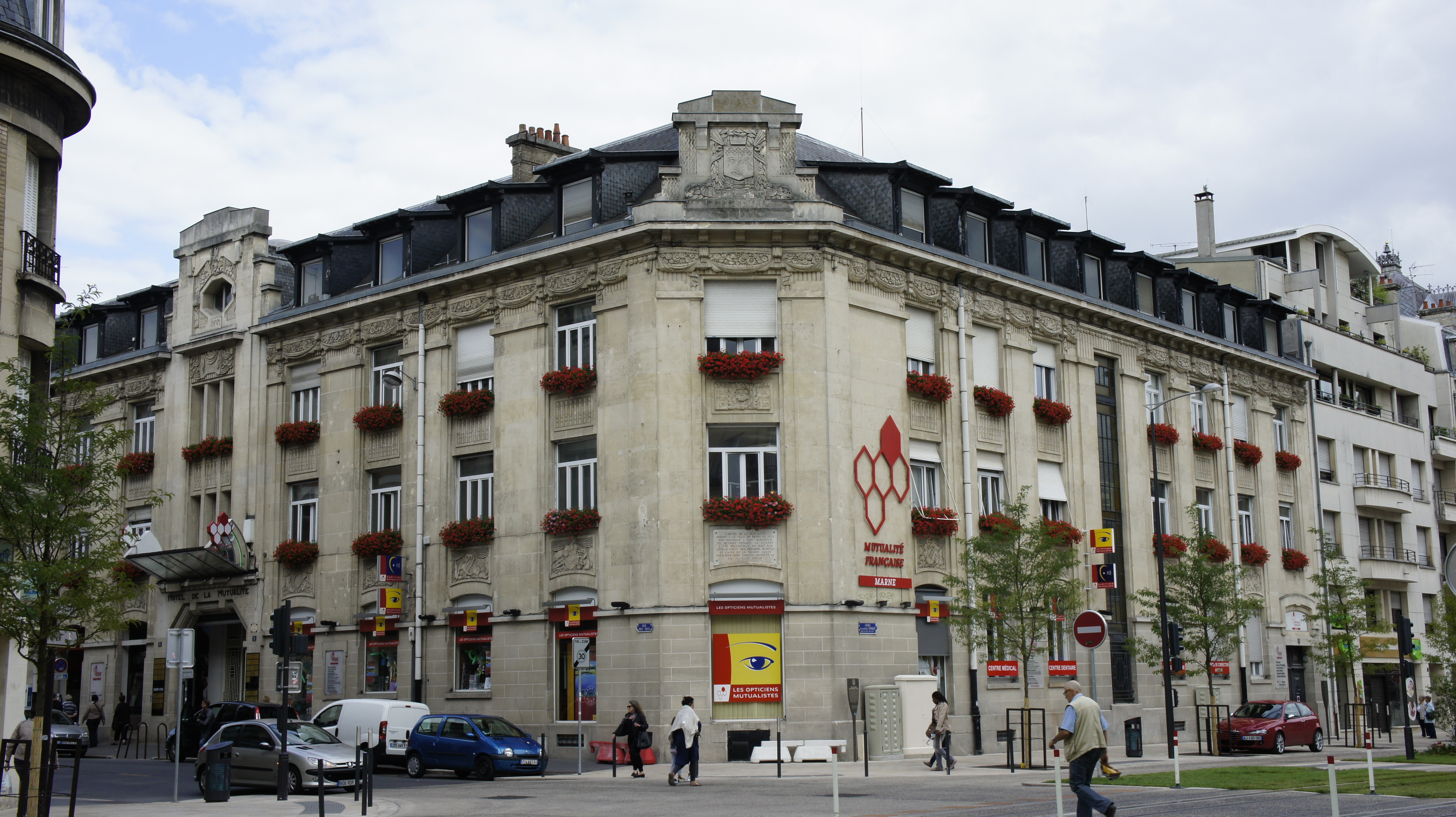
La façade d'angle.

 L'hôtel de la Mutualité  est un immeuble de style Art déco situé à Reims dans le département français de la Marne en région Grand Est. 

## Situation
Au cœur de la ville de Reims, il fait l'angle de la rue des Élus et du cours Langlet.

## Présentation
L'édifice achevé en 1927 est l'œuvre d'Albert Cuvillier et Ferdinand Amann. L'immeuble fut offert par Olry Roederer en 1926 pour accueillir le  conservatoire de musique (de 1927 à 1934) et la Caisse de secours mutuelle.

## Architecture et décoration
La façade de l'immeuble est ornée de bas-reliefs d'Edouard Sediey (1883-1951) sur le thème de la musique et des arts majeurs. Les escaliers intérieurs sont équipés de rampes en fer forgé Art déco.

## Signalétique
L'édifice comporte :
- une plaque signalétique à l'angle de la rue des Élus et du cours Langlet qui indique "L'hôtel de la mutualité offert à la ville de Reims en 1912 par Monsieur Louis ROEDERER et détruit pendant la guerre a été reconstruit en 1927 sur l'emplacement des premiers bureaux et caves de la maison Louis ROEDERER dont l'origine remonte au dix huitième siècle",
- une inscription : "tous pour un, un pour tous",
- une plaque Visit'Reims.

## Galerie

L'hôtel de la Mutualité de Reims
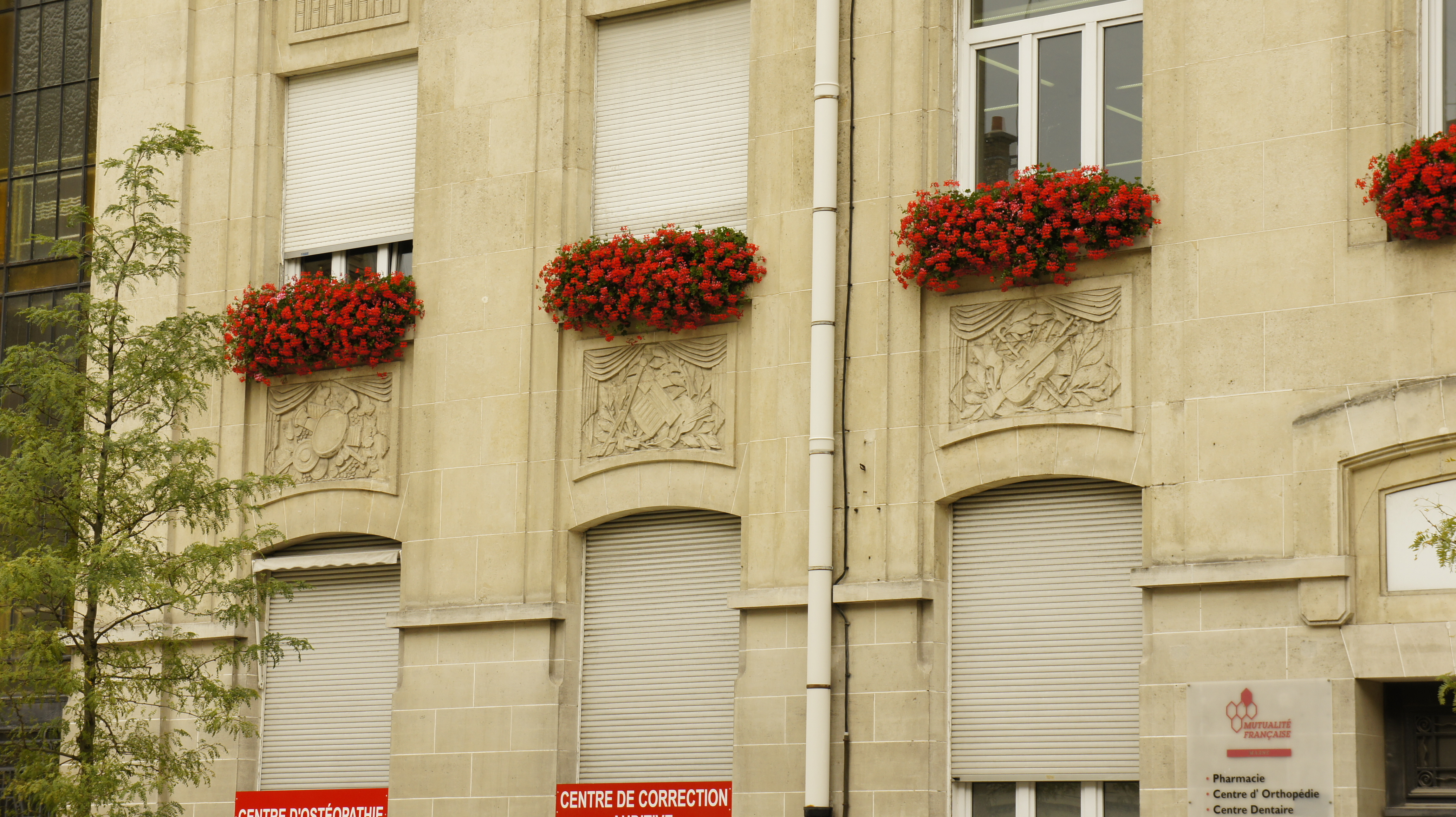
Détail de la façade avec les bas-reliefs d'Édouard Sediey (le 3ème La musique).
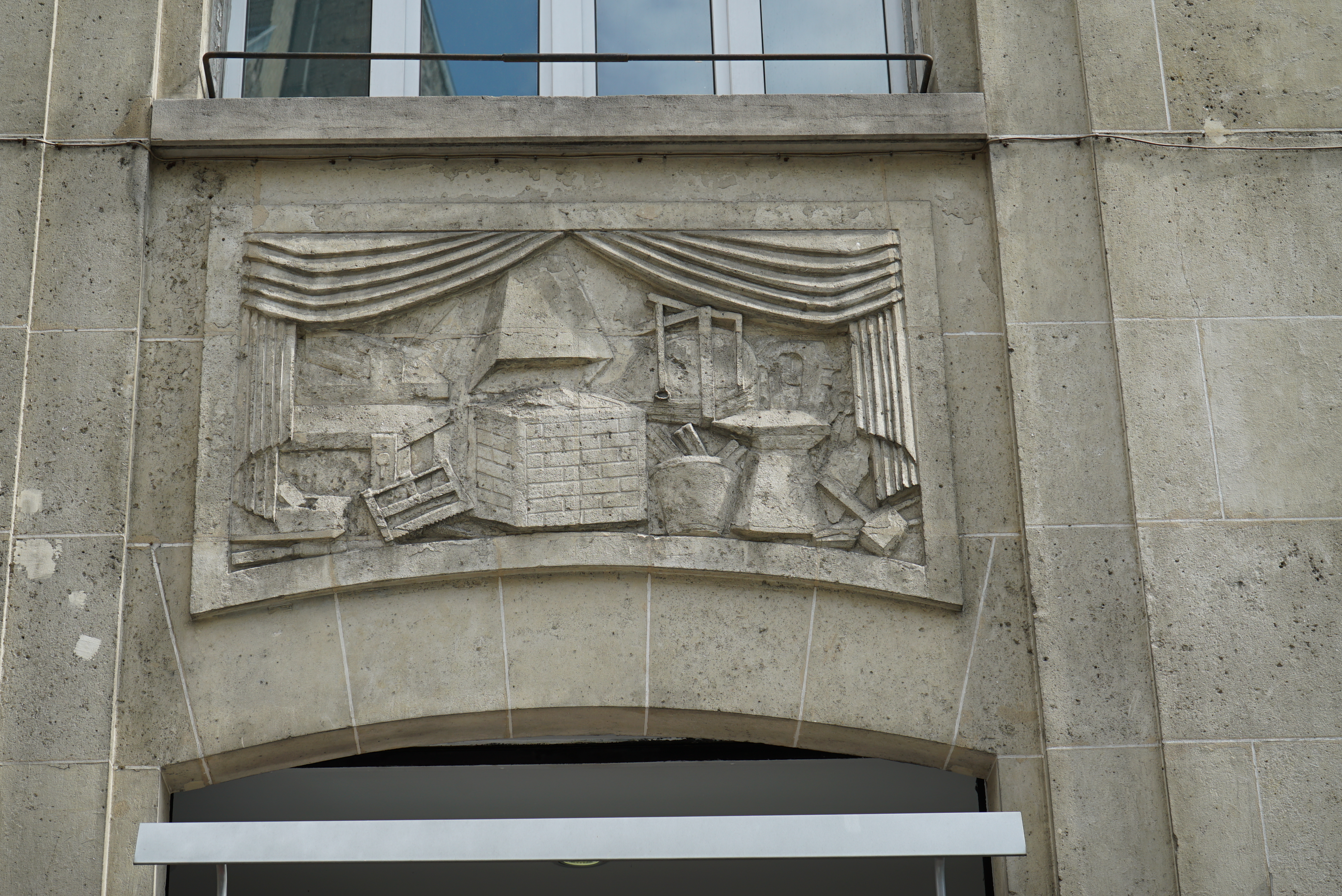
L'Atelier du forgeron, bas-relief.
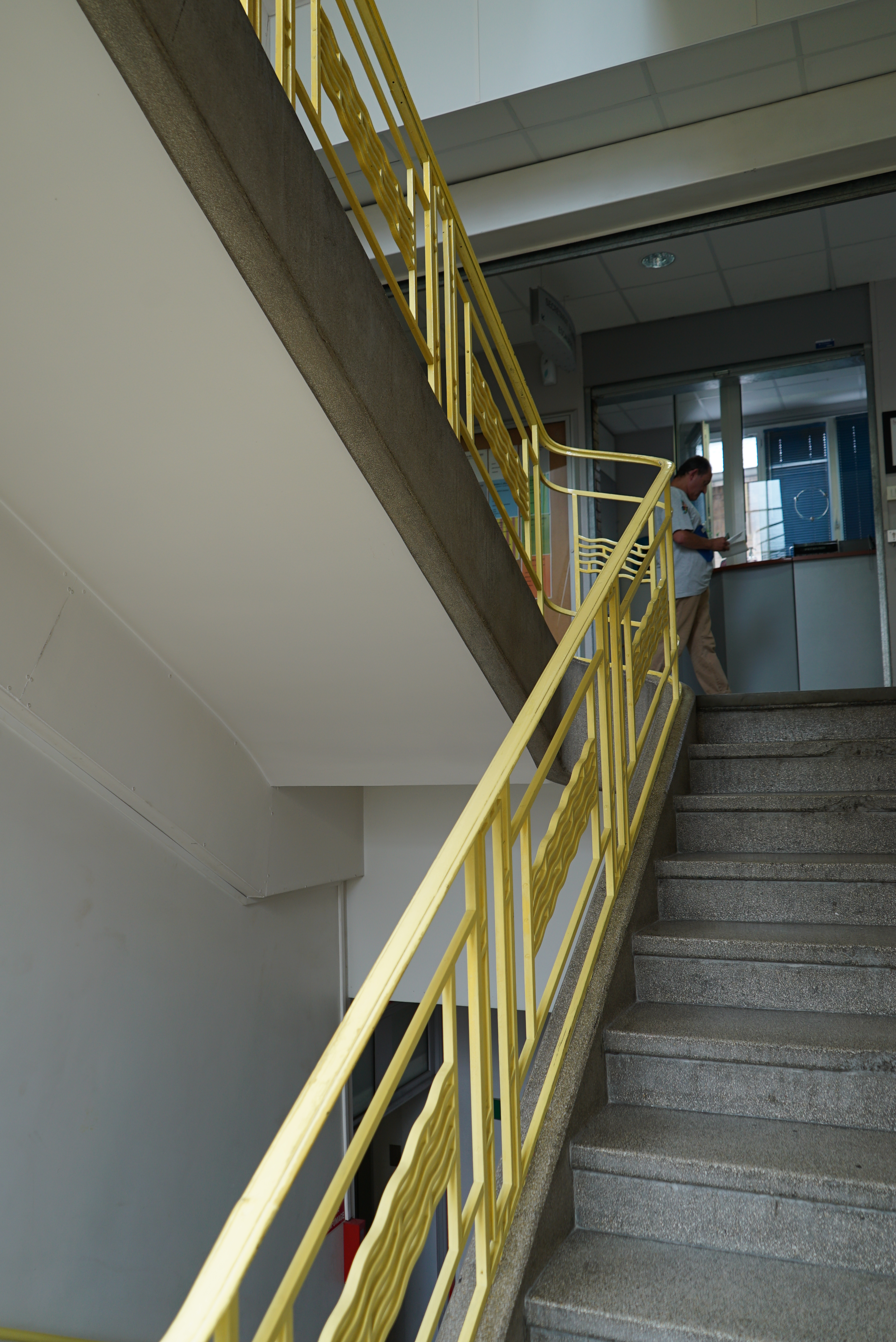
Escalier.
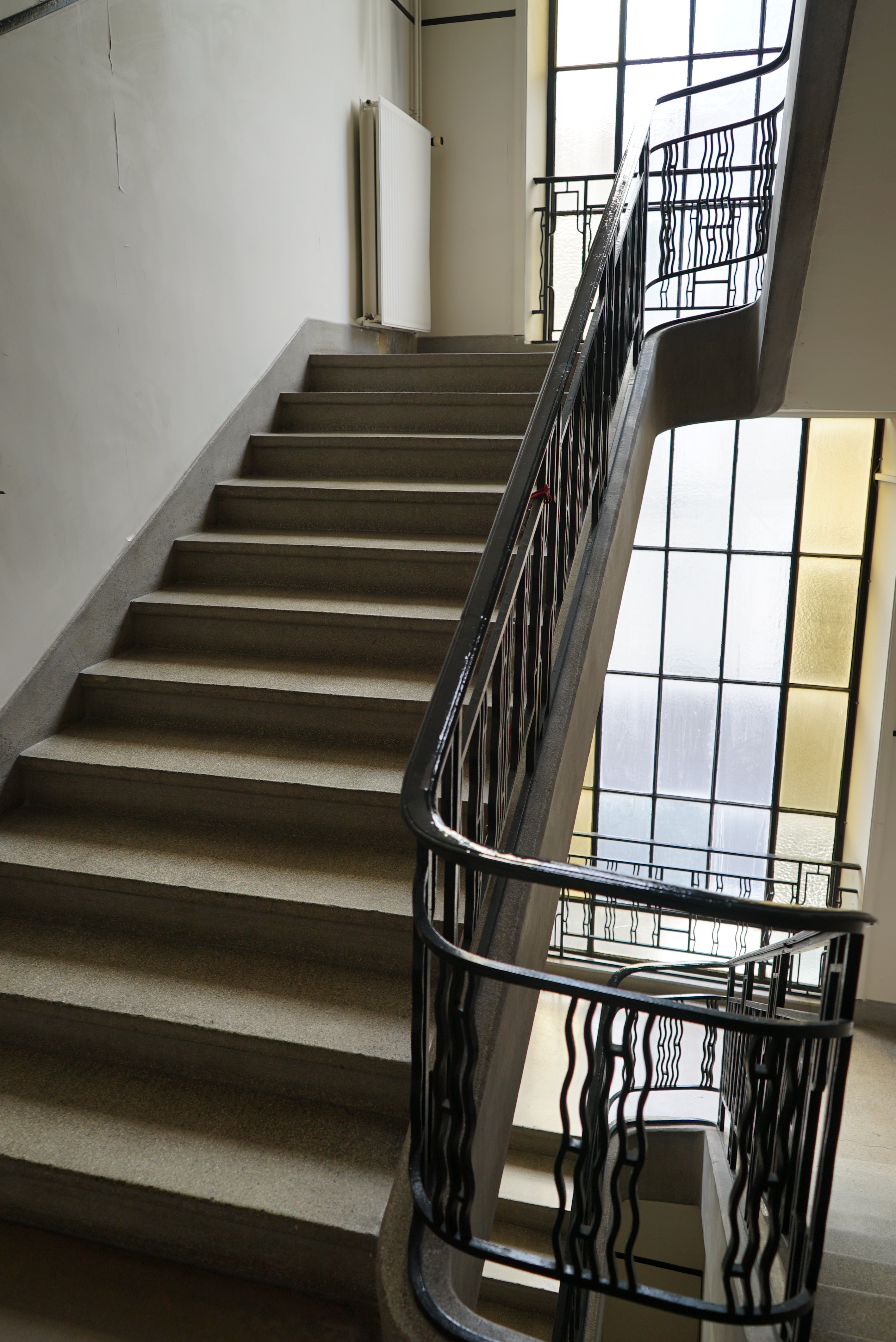
Escalier.